# Erysiphe flexuosa
Erysiphe flexuosa är en svampart som först beskrevs av Peck, och fick sitt nu gällande namn av U. Braun & S. Takam. 2000. Erysiphe flexuosa ingår i släktet Erysiphe och familjen Erysiphaceae.  Arten är reproducerande i Sverige. Inga underarter finns listade i Catalogue of Life.